# Chov medvěda ledního v Zoo Praha
Chov medvěda ledního v pražské zoo započal v roce 1932, tedy již rok po otevření zoo. O deset let později (konkrétně 20. prosince 1942) se v ní podařil první umělý odchov ledního medvěda na světě. Samička dostala jméno Sněhulka (původně Ilun). O tomto úspěchu vyšla i kniha. Na české vydání se však čekalo až do roku 2012.
Do roku 2018 se podařilo odchovat 7 mláďat. 
Ke konci roku 2018 žila v zoo trojice medvědů ledních (Tom, Berta a Bora).
- samec Tom – narozen v Zoo Brno 23. listopadu 2007 (matka Cora, otec Umca), příchod do Zoo Praha v roce 2009.[5]
- samice Berta – narozena v Zoo Praha 2. prosince 2003 (matka Bora, otec Alík). Poslední pražské odchované medvídě.
- samice Bora (Nowaya - Bora). Základní životní údaje: narozena v Zoo Vídeň 20. listopadu 1986, příchod do Zoo Praha (ze Zoo Dvůr Králové) 10. září 1997. V Praze nejprve společně se samcem Alíkem a jeho dcerou Pú, po odchodu Pú v roce 2001 pár s Alíkem (do jeho úmrtí v roce 2005); matka Berty (*2003), od roku 2009 do smrti společně v trojici s dcerou Bertou a Tomem.[6]

28. srpna 2019 zemřela Bora (v průběhu roku 2019 se potýkala se závažnými zdravotními problémy (mrtvice)). Po ochrnutí pravé části těla se její stav již nepodařilo zlepšit, a tak veterinář provedl 28. srpna 2019 eutanazii.
21. září 2023 zemřela Berta v souvislosti se svým onkologickým onemocněním (musela se provést eutanazie).
V březnu 2024 odešel Tom do Zoo Almaty, kde na něj čekala nová samice. V květnu 2024 Tom v Zoo Almaty za nejasných okolností uhynul. Podle červnové oficiální zprávy z pražské zoo, byl jako příčina úhynu týmem v Almaty určen tzv. chondrom, spíše vzácný pomalu rostoucí primárně nezhoubný novotvar chrupavčitých tkání, který se může někdy stát i maligním.
Do Zoo Praha přijela v květnu 2024 medvědí dvojčata Gregor a Aleut (narodili se 2. prosince 2010 v Norimberku a od roku 2013 žili ve Varšavě).  Začátkem prosince 2024 oslavili medvědí bratři v pražské zoo své 14. narozeniny.
Historii chovu ledních medvědů v Zoo Praha na osudu tří slavných jedinců shrnul v roce 2025 pořad Bobkoviny.

## Expozice
Expozice medvědů ledních, skládající se z dvojice na sebe navazujících výběhů, je umístěna v horní části zoo, poblíž pavilonu Indonéská džungle. Výběh je umístěn na klimaticky teplém místě, pro ochlazení slouží medvědům od roku 2015 ledovač. V budoucnu je plánována výstavba nové rozsáhlejší expozice v příhodnější lokalitě – v nejchladnější severozápadní části areálu – v rámci plánovaného expozičního celku Arktida. Počítá se se samostatnými výběhy pro samce a samici, vždy včetně bazénů. Součástí má být též podvodní tunel atraktivní pro návštěvníky a celková výzdoba připomínající příběh českého polárníka Jana Eskymo Welzela vytvořená ilustrátorem Petrem Sísem.
Základní kámen areálu Arktida byl slavnostně odhalen poblíž Gočárových domů při příležitosti zahájení 94. sezóny dne 29. března 2025. Tvořila jej deska s motivem ledního medvěda od ilustrátora Petra Síse zakrytá ledovou kostkou s rozměrem 100x100 cm, přičemž v ledu byly zamraženy drobné figurky ledních medvědů. Figurky vytvořené pomocí 3D tisku jsou kopiemi jednoho z mnoha exponátů inuitského umění ze sbírky Náprstkova muzea pocházejících z polárních výprav českého cestovatele Jiřího Viléma Jaegera (1895–1975). Každý z tisícovky medvídků (velikosti cca 3x1cm) obsahoval čip sloužící jako 1 vstupenka pro návštěvu Zoo Praha a na figurky si mohli návštěvníci u odtávajícího ledového bloku počkat nejen při zahájení sezóny.

## Přehled jedinců

### Mláďata ledních medvědů narozená v Zoo Praha
- 1942 - 1943 Ilun - Sněhulka
- 23.11.1947 - 20.10.1959 Polárka
- 30.11.1960 - 9.3.1968 Severka
- prosinec 1970 Severka II, 21.8.1973 odešla do jiné zoo
- prosinec 1973 - srpen 1985 Artis
- 5.12.1986 Pů, 21.5.2001 odchod do Rigy
- 2.12.2003 - 21.9.2023 Berta, samice původně považovaná za samce (mládě křtěno jménem Albert, kmotrem byl skladatel Petr Hapka[22]) narození i úhyn v Zoo Praha